# Torre Pérola Oriental
A Torre Pérola Oriental ou Torre Pérola do Oriente (东方明珠塔 pinyin: Dōngfāng Míngzhūtǎ) é uma torre televisiva localizada no distrito de Pudong, ao lado do Rio Huangpu, do lado oposto do Bund, em Xangai, na China. O desenho da construção foi baseado em um poema da Dinastia Tang sobre um som assombrador feito por um alaúde.
A torre foi desenhada por Jia Huan Cheng, da Shanghai Modern Architectural Design Co. Ltd.. A construção começou em 1991 e foi completada em 1995. Com seus 468 metros de altura, foi a torre mais alta da China de 1995 á 2007 e é a quinta mais alta torre do mundo. A Torre Pérola Oriental pertence à Federação Mundial das Grandes Torres.	

## Dados Estruturais
A torre possui cinco esferas. Outras duas, maiores, acima e abaixo das pequenas, têm 50 m e 45 m de diâmetro, respectivamente. Todas são ligadas por três colunas, cujo diâmetro é de 9 m. A menor esfera, no topo, tem 14m de diâmetro.
A torre tem três andares de observação. O mais alto, chamado Space Module (Módulo Espacial), está a 350 m de altura. Os outros dois estão a 263 m (Sightseeing Floor - andar turístico) e a 90 m (Space City - cidade espacial). Há ainda um restaurante rotativo, a 267 m de altura. O projeto também inclui instalações de exibição, restaurantes e um shopping, além de um hotel de vinte quartos chamado O Hotel Espacial (The Space Hotel) entre as duas grandes esferas.
Em adição, uma antena, no cume, estende a torre por mais 118 m e transmite sinais de rádio e televisão.
Sua latitude é de 31,241838, e sua longitude é de 121,494959.

## Fato
A Torre Pearl atrai três milhões de visitantes todos os anos.